# Edmond Regnault de Beaucaron
Edmond Regnault de Beaucaron, né le 23 octobre 1860 à Paris et mort le 2 juin 1944 à Neung-sur-Beuvron est un écrivain et historien français.

## Biographie
Il reçoit le prix Montyon (1936) de l'Académie française.

## Publications
- Derniers souvenirs de famille - 1936
- Cent ans à Tonnerre : 1783-1883 - 1939, 2016
- La Grappe - 1931
- Rimes d'autrefois, du XVIe   au   XIXe siècle - 1923
- Souvenirs anecdotiques et historiques d'anciennes familles champenoises et bourguignonnes - 1906
- Les familles Gauthier de Tonnerre - 1892
- Les Tombes de l'église de l'hôpital de Fontenilles de Tonnerre - 1886